# Sonya Tayeh
Sonya Tayeh (New York, 14 aprile 1977) è una coreografa statunitense.

## Biografia
Sonya Tayeh è nata a Brooklyn e cresciuta a Detroit. Ha cominciato a danzare all'età di quindici anni e due anni più tardi ha cominciato a studiare danza classica e moderna all'Henry Ford College. In seguito ha studiato danza alla Wayne State University, diplomandosi nel 2002.
Nel corso della sua carriera, la Tayeh ha lavorato come coreografa in tour di Madonna, Florence and the Machine, Kylie Minogue, Kerli e Miley Cyrus. Nel 2010 ha cominciato a lavorare come coreografa nel teatro musicale, a partire dal musical The Lady Goodbye con colonna sonora di Jeff Buckley. Nel 2011 ha coreografoto il musical Spring Awakening a San Jose, mentre nel 2014 ha curato le coreografie della pièce di David Henry Hwang Kung Fu, per cui ha vinto il Lucille Lortel Award e l'Obie Award, oltre a ricevere una candidatura al Drama Desk Award. L'anno precedente aveva ottenuta una nomination al Premio Emmy alle miglioro coreografie per il suo lavoro nel reality show So You Think You Can Dance.
Nel 2015 la Martha Graham Dance Company le ha commissionato una coreografia su musiche di Meredith Monk, debuttato nella primavera dello stesso anno a New York e poi portato in tournée per gli Stati Uniti. Successivamente ha continuato a lavorare come coreografa sulle scene dell'Off-Broadway, curando le coreografie, tra gli altri, di The Wild Party al New York City Center (2015), Ifigenia in Aulide alla Classic Stage Company (2015) e La famiglia Antrobus (2017). Nel 2019 ha fatto il suo debutto a Broadway in veste di coreografa con il musical Moulin Rouge! e per il suo lavoro ha vinto il Drama Desk Award e il Tony Award alla miglior coreografia. Nel 2021 il musical ha fatto il suo debutto londinese, portando a Tayeh una candidatura al Laurence Olivier Award per le migliori coreografie.

## Riconoscimenti
- Drama Desk Award
  - 2014 – Candidatura alle migliori coreografie per Kung Fu
  - 2020 – Migliori coreografie per Moulin Rouge!

- Premio Emmy
  - 2013 – Candidatura alla miglior coreografia per So You Think You Can Dance
- Premio Laurence Olivier
  - 2022 – Candidatura per le migliori coreografie per Moulin Rouge!

- Lucille Lortel Award
  - 2014 – Miglior coreografo per Kung Fu
  - 2018 – Miglior coreografo per The Lucky Ones

- Obie Award
  - 2014 – Miglior coreografia per Kung Fu

- Tony Award
  - 2020 – Miglior coreografia per Moulin Rouge!